# Assonanz
Die Assonanz (von lateinisch assonare „anklingen“; aus lateinisch ad „zu, an“ und sonare „klingen“) ist als vokalischer Halbreim ein Element des Sprachschmucks in Dichtung und Rede, bei dem eine oder mehrere Silben in entsprechender Position den gleichen vokalischen Laut (Phonem) besitzen, zum Beispiel Schwindsucht / Bindung oder kehren / Segen, aber auch Ledas Schwan / Megastar. Wie beim Reim auch beginnt die Assonanz meist mit einer betonten Silbe.

## Geschichte
In der althochdeutschen Dichtung verwendete Otfried von Weißenburg Assonanzen neben echten Endreimen. Somit war der Halbreim ein Vorläufer des Endreimes, der sich etwa im zwölften Jahrhundert als gehobener Standard in der mittelhochdeutschen Lyrik durchsetzte und sich bis heute hielt (sofern nicht gänzlich auf Reime verzichtet wird). In der volkstümlichen Dichtung (z. B. zahlreichen Volksliedern) wurden allerdings häufig weiterhin Assonanzen verwendet, sie galten und gelten im Deutschen aber als fehlerhaft („falsche Reime“, im Unterschied zu noch erlaubten „unreinen Reimen“) bzw. als Kennzeichen ungeübter Dichter, obwohl selbst Größen wie Goethe vereinzelt solche Fehler unterliefen bzw. von ihnen hingenommen wurden (z. B. reimte er am Schluss von Faust II „Unbegreifliche“ auf „Weibliche“). Häufig werden Assonanzen verwendet, weil sich die betreffenden Wendungen zwar nicht reimen, aber doch eine gewisse Klangähnlichkeit aufweisen. Assonanzen betreffen daher nicht selten ähnlich klingende Konsonanten wie m und n (z. B. kommen/zerronnen) oder b, d und g (z. B. Lied/Trieb), oder aber Konsonanten am Versende werden weggelassen oder angehängt (z. B. Flachse/gewachsen bei Rückert). Im Unterschied zur Verwendung am Versende, wo sie als Reimersatz dienen sollen, werden Binnenassonanzen, d. h. Assonanzen innerhalb der Verse, in der Regel nicht als fehlerhaft eingestuft.
Im Gegensatz zur deutschen Sprache gelten Assonanzen in den klangvolleren romanischen und keltischen Sprachen bis heute als gleichberechtigt neben dem Vollreim. Sie fanden früh in Spanien Verwendung (Cantar de Mio Cid) und verbreiteten sich im mittelalterlichen Provenzalischen (La Chanson de Roland). Über das Spanische drang die Assonanz während der Romantik erneut in die deutsche Dichtkunst ein. Zahlreiche Dichter dieser Epoche verwendeten sie, etwa Ludwig Tieck, Achim von Arnim und Clemens Brentano. Außerhalb der Romantik und insbesondere nach Abklingen dieser Epoche wurde die Assonanz allerdings wiederum als minderwertig abgelehnt und hat insgesamt außerhalb der Romantik in der deutschen Lyrik nur wenig Verbreitung gefunden.

## Beispiele
Als Beispiel für die Verwendung von Assonanzen in der Romantik diene die erste Strophe aus Brentanos Rosablankens Traum in dessen Romanzen vom Rosenkranz:
In des ernsten Tales Büschen

Ist die Nachtigall entschlafen,

Mondenschein muß auch verblühen,

Wehet schon der Frühe Atem.
Hier hat man am Versende die Assonanzen Büschen/…blühen und …schlafen/Atem und die Assonanz tritt als Mittel der Versbindung in gleicher Stelle und Funktion wie ein entsprechender Kreuzreim abab auf. Als weiteres Beispiel zeigt Die Gebüsche von Friedrich Schlegel, wie relativ unauffällig gegenüber einer entsprechenden Reimbindung durch Assonanz die Verse eines Gedichts verknüpft werden können:
Es wehet kühl und leise

Die Luft durch dunkle Auen,

Und nur der Himmel lächelt

Aus tausend hellen Augen.

Es regt nur Eine Seele

Sich in der Meere Brausen,

Und in den leisen Worten,

Die durch die Blätter rauschen.

So tönt in Welle Welle,

Wo Geister heimlich trauren;

So folgen Worte Worten,

Wo Geister Leben hauchen.

Durch alle Töne tönet

Im bunten Erdentraume

Ein leiser Ton gezogen,

Für den, der heimlich lauschet.
Hier kann dem flüchtigen Leser/Hörer ohne weiteres entgehen, dass alle geraden Zeilen durch zweisilbige Endassonanz …au…e… miteinander verknüpft sind.
Die Assonanz gehört heute zu den im Rap beliebten Formen des Sprachschmucks.
Auch außerhalb der Lyrik finden Assonanzen als Stilmittel Verwendung. So übersetzte Luther Lukas 2,12 mit einer neunfachen Assonanz auf den Vokal i: „Ihr werdet finden das Kind in Windeln gewickelt und in einer Krippen liegen.“
Siehe auch: Konsonanz (Verslehre)